# Rozchodnik ościsty

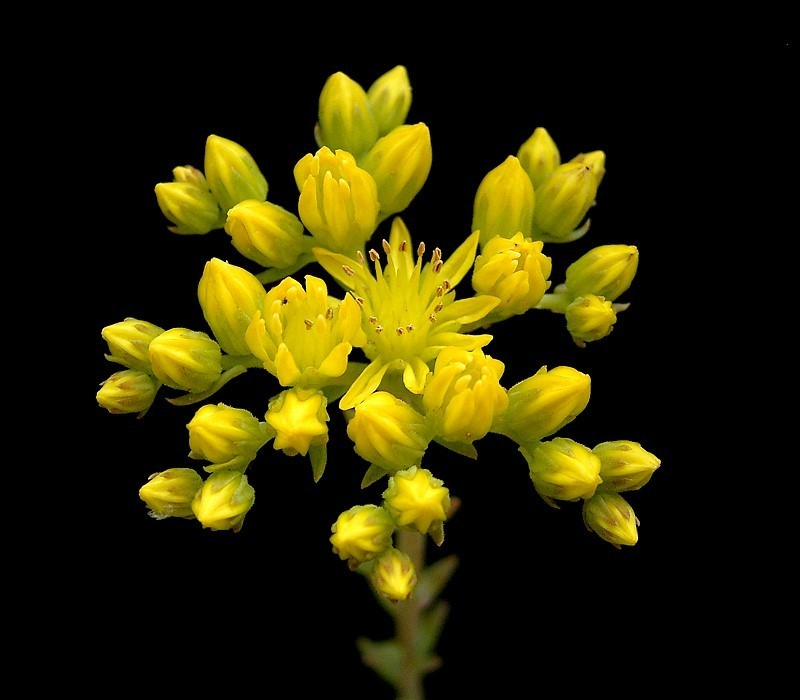
Kwiatostan

Rozchodnik ościsty (Petrosedum rupestre (L.) P.V. Heath) – gatunek roślin z rodziny gruboszowatych. Występuje w południowej, zachodniej i środkowej Europie oraz w Azji Mniejszej. Rodzimy także w Polsce, gdzie rośnie w zachodniej i środkowej części kraju. Uprawiany bywa jako roślina ozdobna.

## Morfologia
PokrójPędy kwiatonośne, o wysokości do 30 cm, nieliczne, początkowo haczykowato zagięte oraz słabo ulistnione. Pędy płonne gęsto ulistnione i sinawozielone, płożące się, tworzą gęste darnie.
LiścieGrube, równowąskowałeczkowate, w nasadzie u spodu z tępym wyrostkiem.
KwiatyDuże, złocistożółte lub cytrynowożółte, zebrane w szczytowe baldachogrona.
OwoceWzniesiony mieszek.

## Biologia i ekologia
Bylina, hemikryptofit. Rośnie na skałach, piaszczyskach i w lasach sosnowych. Kwitnie od czerwca do sierpnia, zapylany jest przez owady.

## Zastosowanie
Roślina ozdobna. Tworzy bardzo ładne, jasnozielone kępy szczelnie zakrywające podłoże. Podczas kwitnienia pokrywa się dywanem kwiatów bardzo chętnie odwiedzanych przez pszczoły. Rozmnaża się z sadzonek, Nie ma wymagań co do gleby, wytrzymuje dobrze suszę. Najlepiej rośnie na słonecznym stanowisku. Rozmnaża się go poprzez sadzonki wiosną i latem.